# Brzoza (Lubusz)
Pour les articles homonymes, voir Brzoza.
Brzoza (prononciation : [ˈbʐɔza]) est un village polonais de la gmina de Strzelce Krajeńskie dans le powiat de Strzelce-Drezdenko de la voïvodie de Lubusz dans l'ouest de la Pologne.
Il se situe à environ 4 km à l'ouest de Strzelce Krajeńskie (siège du powiat) et 22 km au nord-est de Gorzów Wielkopolski (capitale de la voïvodie).
Le village compte approximativement une population de 548 habitants en 2006.

## Histoire
Au cours du deuxième partage de la Pologne en 1793, le village est annexé par le Royaume de Prusse sous le nom de Birkholz. (voir Évolution territoriale de la Pologne)
Après la Seconde Guerre mondiale, avec la mise en œuvre de la ligne Oder-Neisse, le village retourne à la République populaire de Pologne. La population d'origine allemande est expulsée et remplacée par des polonais.
De 1975 à 1998, le village appartenait administrativement à la voïvodie de Gorzów.

Depuis 1999, il appartient administrativement à la voïvodie de Lubusz